# Ranunculus cordiger
Ranunculus cordiger är en ranunkelväxtart. Ranunculus cordiger ingår i släktet ranunkler, och familjen ranunkelväxter.

## Underarter
Arten delas in i följande underarter:
- R. c. cordiger
- R. c. diffusus